# Klára Jarunková
Klára Jarunková, z domu Chudíková (ur. 28 kwietnia 1922 w Červenej Skale, zm. 11 lipca 2005 w Bratysławie) – słowacka prozaiczka, publicystka, autorka literatury dziecięcej i młodzieżowej.
Pisarka zdobyła dużą popularność w byłej Czechosłowacji i za granicą swoimi powieściami adresowanymi do dzieci i młodzieży. Jej głośna powieść o współczesnej piętnastoletniej dziewczynie pt. „Jedynaczka” została wydana w 1963 roku i przełożona na wiele języków. Następna jej książka „Brat milczącego Wilka” 1967 r. otrzymała nagrodę na międzynarodowym konkursie powieści „dla młodzieży wieku atomowego”.
Prawie wszystkie powieści, włącznie z pt. „Mściciel” 1968, poruszają interesujące młodzież problemy: miłości, przyjaźni i tęsknoty za romantyczną przygodą.
Postanowieniem Prezydenta Słowacji z dnia 1 września 2004 została odznaczona Orderem Ľudovíta Štúra I Klasy.